# Chlorophthalmus borealis
Chlorophthalmus borealis är en fiskart som beskrevs av Kuronuma och Yamaguchi, 1941. Chlorophthalmus borealis ingår i släktet Chlorophthalmus och familjen Chlorophthalmidae. Inga underarter finns listade i Catalogue of Life.